# Hogna frondicola
Hogna frondicola là một loài nhện trong họ Lycosidae.
Loài này thuộc chi Hogna. Hogna frondicola được James Henry Emerton miêu tả năm 1885.